# The Raid (pel·lícula de 2011)
The Raid és una pel·lícula de thriller d'acció indonèsia del 2011 escrita i dirigida per Gareth Evans i produït per Ario Sagantoro. La pel·lícula és protagonitzada per Iko Uwais, Joe Taslim, Donny Alamsyah, Ray Sahetapy i Yayan Ruhian. La pel·lícula segueix un equip tàctic de la Policia Nacional d'Indonèsia que es desplega per assaltar el bloc d'apartaments d'un despietat senyor de la droga als barris marginals de Jakarta, només per ser encerclat pels criminals, obligant-los a obrir-se pas pel complex.
Després de la seva estrena mundial al Festival Internacional de Cinema de Toronto (TIFF), The Raid va rebre crítiques positives de la crítica. S'ha canviat el nom de la pel·lícula a The Raid: Redemption als Estats Units com a distribuïdor Sony Pictures Classics no va poder assegurar els drets del títol; també va permetre a Evans planificar futurs títols de la sèrie. La versió estatunidenca de la pel·lícula, publicada en DVD i Blu-ray el 14 d'agost de 2012, inclou una banda sonora composta per Mike Shinoda i Joseph Trapanese.
L'any 2014 es va estrenar una seqüela titulada The Raid 2. Ambdues pel·lícules mostren les arts marcials indonèsies de pencak silat, amb coreografia de lluita liderat per Uwais i Yayan Ruhian. Es va considerar una tercera pel·lícula, però el projecte es va cancel·lar.

## Argument
Rama, un novell oficial de la MBC, s’uneix a un equip de 20 homes liderat pel Sgt. Jaka i el Tent. Wahyu per a una incursió a un bloc d'apartaments amb la intenció d'arrestar Tama Riyadi, un senyor del crim. Juntament amb els seus tinents Andi i Mad Dog, Tama dirigeix el bloc i permet que els criminals i els addictes lloguin habitacions sota la seva protecció. Arribant sense ser detectats, l'equip escombra el primer pis i sotmet diversos inquilins; també es troben amb un llogater Gofar que lliura medicaments a la seva dona malalta. Continuant fins al sisè pis, l'equip és detectat per dos joves miradors, un dels quals dona l'alarma després que l'altre sigui disparat.
Tama demana reforços, inclosos un parell de franctiradors, que destrueixen els agents que protegeixen l'exterior del bloc i un grup de pistolers, que destrueixen el seu vehicle SWAT. Aprofitant el caos exterior, els homes de Tama es van alliberar i recuperen el control dels cinc primers pisos. Tama talla les llums i anuncia per l'sistema de megafonia que la resta d'oficials es troben a l'escala del sisè pis i que concedirà la residència permanent als qui els maten. Wahyu li confessa a Jaka que va organitzar la missió d'eliminar en Tama, que està aliat amb oficials de policia corruptes, inclòs ell mateix; la missió no està sancionada oficialment pel comandament policial i no hi haurà reforços. Els membres de l'equip restants són emboscats per pistolers des de dalt i gairebé completament esborrats.
La resta d'oficials –Rama, Bowo, Jaka, Wahyu, Dagu, Alee, Hanggi i un altre oficial– es retiren a un apartament buit i són acorralats per més pinxos armats. Rama utilitza un eix per crear un forat al terra perquè l'equip pugui baixar al nivell inferior. Deixant-se anar a l'habitació de sota, l'equip lluita per defensar-se dels pinxos de Tama; Alee, Hanggi i l'oficial sense nom moren i Bowo està greument ferit. Rama utilitza un tanc de propà i una nevera per construir un dispositiu explosiu improvisat que mata els sequaços invasors. Quan s'acosten més reforços de Tama, l'equip es divideix en dos grups: Jaka, Dagu i Wahyu es retiren al cinquè pis, mentre que Rama i Bowo ascendeixen.
Després de lluitar contra un grup d'assassins, Rama i Bowo localitzen l'apartament d'en Gofar, i Gofar amaga de mala gana els oficials a l'interior. La banda, amb matxets, escorcolla l'apartament, però no els troba. Després d'atendre les ferides d'en Bowo, Rama marxa a buscar el grup de Jaka. Rama es troba amb la colla de matxets i els derrota en una llarga baralla, s'enfronta al seu líder per una finestra i s'enfonsa a una escala d'incendis a sota. Al sisè pis, Rama troba l'Andi, que ha assassinat dos dels homes de Tama. Es revela que Andi és el germà separat de Rama. Rama es va apuntar a la missió de buscar Andi, a instàncies del seu pare. Rama es nega a abandonar l'edifici sense els seus companys i Andi es nega a abandonar la seva vida criminal. Rama comparteix maneres amb el seu germà de buscar els seus col·legues supervivents.
Mad Dog descobreix en Jaka i el seu grup al quart pis. Wahyu s'escapa i en Jaka li indica a Dagu que el protegeixi. Mad Dog desafia en Jaka al combat cos a cos. Mad Dog finalment guanya la posició i mata Jaka trencant-li el coll. Aleshores es reuneix amb l'Andi per informar-li a Tama. Tama, després d'haver assabentat de la traïció d'Andi a través de les seves càmeres de vigilància, ataca i incapacita l'Andi. Rama es reagrupa amb Dagu i Wahyu i es dirigeixen cap a Tama al pis 15, lluitant a través d'un laboratori de narcòtics pel camí. Rama se separa de Dagu i Wahyu quan descobreix Mad Dog torturant Andi. Mad Dog deixa que Rama alliberi Andi i lluita contra ells. Després d'una baralla brutal, Rama i l'Andi maten Mad Dog.
Mentrestant, Wahyu i Dagu s'enfronten a Tama i Wahyu mata a Dagu abans de prendre Tama com a ostatge. Tama es burla de Wahyu revelant que sabia que anaven a atacar l'edifici. Wahyu va ser creat pel seu corrupte superior Reza i que el matarà independentment de si escapa. Un Wahyu, en pànic i desesperat, mata a Tama i intenta suïcidar-se, només per descobrir que no té bales. Andi utilitza la seva influència per permetre que Rama marxi amb Bowo i Wahyu. Andi també lliura les gravacions de xantatge que Tama va fer amb els funcionaris corruptes, dient-li que es posi en contacte amb Bunawar. Rama li demana a Andi que torni a casa, però Andi es nega i afirma que pot protegir a Rama a l'inframón, però Rama no pot fer el mateix per ell a l'exterior. Quan Rama, Bowo i Wahyu marxen, l'Andi es gira i torna a l'edifici d'apartaments, somrient per primera vegada.

## Reparatiment
- Iko Uwais com a Rama, un dels membres novells de l'esquadra del Mobile Brigade Corps encarregat d'atacar l'edifici de la Tama. Un dels pocs supervivents de l'atac. Uwais va treballar anteriorment amb Evans a Merantau. Després d'haver viscut quatre anys a Indonèsia i après la religió predominant del país, el director Gareth Evans va integrar implícitament la fe de l'Islam en el personatge d'Uwais.[10]

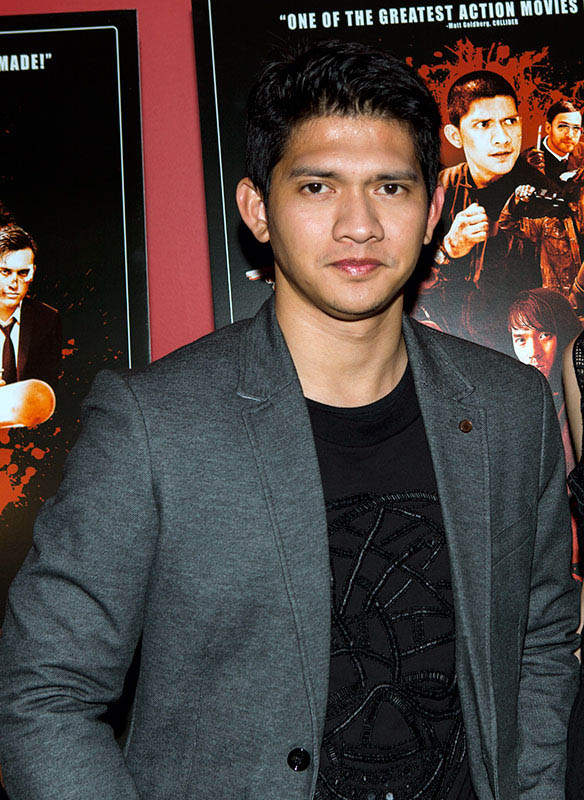
Iko Uwais a l'estrena de The Raid 2 a la ciutat de Nova York, 17 de març de 2014

- Joe Taslim com a Jaka, el sergent que dirigeix la seva unitat a l'atac. Després d'haver estat un fan de Merantau, l'antic campió de judo Taslim va contactar amb Evans a través de Facebook per al seu proper projecte. Mentre Evans navegava pel perfil de Taslim, es va trobar amb una foto seva amb un uniforme SWAT i va sentir que ressonava amb el personatge. Evans el va fer sotmetre a audicions de coreografia i drama, amb Taslim guanyant el paper havent-los superat tots dos.[10]
- Ray Sahetapy com a Tama Riyadi, una capo de la droga despietada que és la cap de l'edifici d'apartaments. Evans volia una visió no estereotípica del personatge, citant la majoria de les pel·lícules de gàngsters en què el cap normalment porta un vestit impecable i fuma cigars.[10]
- Yayan Ruhian com Mad Dog, un lluitador hàbil que és el múscul darrere de l'operació de la Tama. Ruhian va treballar anteriorment amb Evans a Merantau com a actor i coreògraf de lluita. Evans va incloure a Ruhian a la pel·lícula perquè volia que interpretés un personatge "purament malvat", oposat al que va interpretar a la seva pel·lícula debut que tenia un "valor redimible".[10]
- Donny Alamsyah com a Andi, el conseller de Tama que també és el germà gran de Rama. Alamsyah també va interpretar el germà del personatge d'Uwais a Merantau. Com que lamentava no haver pogut fer escenes d'acció a Merantau, Alamsyah es va acostar a Evans mentre es preparaven per a The Raid, guanyant-se el paper després d'haver superat l'audició.[10]
- Iang Darmawan com a Gofar, un inquilí de l'edifici que atén la seva dona malalta. Abans de la pel·lícula, els crèdits d'actuació de Darmawan havien estat en comèdies d’esquetx, i The Raid marca la seva transició a un paper seriós.[10]
- Pierre Gruno com a Wahyu, el tinent que va organitzar la incursió homònima per eliminar la Tama.
- Tegar Satrya com a Bowo, el cap calent de l'equip que està ferit intentant salvar la vida d'un company d'equip. Un dels pocs supervivents de l'atac.
- Eka Rahmadia com a Dagu, un lluitador hàbil i membre de l'equip que protegeix el tinent Wahyu mentre es dirigeixen cap a Tama. Rahmadia, practicant de Taekwondo, forma part de l'equip d'acrobàcies Piranha que va ajudar amb el rodatge de la pel·lícula.[11]
- Alfridus Godfred com a líder de la banda de matxets, un sacerdot que persegueix els oficials supervivents quan Jaka i Rama es divideixen en dos grups.

Altres membres del repartiment són Henky Solaiman i Fikha Effendi, que interpreten el pare i la dona de Rama, respectivament. Verdi Solaiman, Ananda George i Yusuf Opilus apareixen com a oficials Budi, Ari i Alee, respectivament.

## Producció

### Desenvolupament i preproducció
Inicialment pensat per ser llançat com a Serbuan Maut, que es tradueix literalment com "The Deadly Raid"; el director Gareth Huw Evans va tenir la idea de la pel·lícula quan es va traslladar a Indonèsia per filmar un documental sobre l'art marcial del país pencak silat, tal com va suggerir la seva dona d'origen japonès indonesi. Va ser en aquest país on va conèixer Iko Uwais, una practicant de Silat que aleshores treballava com a repartidor d'una companyia telefònica amb seu a Jakarta. Llavors, Evans va impulsar la seva dona perquè elegís Uwais per a Merantau, i després a The Raid.
Després de Merantau, Evans i els seus productors van començar a treballar en un projecte cinematogràfic de Silat anomenat Berandal (indonesi per a gàngster), una pel·lícula de gàngsters que pretenia protagonitzar no sols els actors de Merantau Uwais i Yayan Ruhian sinó també un parell addicional d'estrelles de lluita internacionals. Es va rodar un tràiler teaser, però el projecte va resultar més complex i va consumir més temps del previst. Després d'un any i mig, Evans i els productors es van trobar amb fons insuficients per produir Berandal, així que van canviar la pel·lícula. a una història més senzilla però diferent amb un pressupost més reduït. Van anomenar el projecte Serbuan Maut (The Raid). El productor Ario Sagantoro considera que la pel·lícula és més lleugera que Merantau. Evans també considera que és "molt més racionalitzada", afirmant que "Merantau és més aviat un drama" mentre que The Raid és més aviat una pel·lícula de "terror de supervivència". Evans volia The Raid molt diferent de Merantau pel que fa al ritme. Amb Merantau, alguns fans es van queixar que les seqüències d'acció van trigar massa a aparèixer, ja que els primers 45 minuts de la pel·lícula van posar èmfasi en el desenvolupament del personatge, el teló de fons (específicament, la cultura indonèsia) i el drama. Per tant, Evans va dissenyar The Raid per ser una pel·lícula d'acció "completa".
La preproducció va durar uns quatre mesos, que inclouen la finalització del guió (que incloïa la traducció del guió original en anglès a indonesi) i el treball de coreografia per a les seqüències de lluita, que van ser dissenyades per Iko Uwais i Yayan Ruhian. Els actors que formen els membres clau de l'esquadra policial van ser enviats a un camp d'entrenament militar amb KOPASKA, on van aprendre a utilitzar les armes i a realitzar tècniques d'atac estratègic i defensa.

### Rodatge
La tripulació volia que The Raid es rodés en un estil quasi documental, és a dir, la càmera és portàtil i sense utilitzar Steadicam. Per aconseguir aquest objectiu, van rodar la pel·lícula en alta definició amb una càmera de vídeo Panasonic AF100, que acabava de sortir al mercat, i es va desviar d'utilitzar format de pel·lícula mentre rodava la majoria de seqüències d'acció i lluita. A més, la càmera s'acoblava sovint a un Fig Rig per evitar que la majoria de les escenes fossin massa discordants i donar a l'operador de la càmera l'oportunitat de canviar els angles i les posicions ràpidament.
Totes les armes utilitzades a la pel·lícula eren rèpliques d'Airsoft, per evitar els costos associats amb haver de fer front a les armes de foc. Tots els trets de les accions de les armes en bicicleta, els flaixos de la boca i l'expulsió dels estoigs es van afegir digitalment.

### Edició
Quan va concloure el rodatge, es van rodar uns 120 minuts de metratge; Evans va pensar originalment que tingués entre vuitanta i vuitanta-cinc minuts. Finalment, el metratge es va reduir a uns 100 minuts. Les etapes finals de la postproducció van tenir lloc a Bangkok, Tailàndia, per als processos d'etalonatge digital i mescla d'àudio.

### Banda sonora
Mentre la pel·lícula encara estava en producció, el maig de 2011, Sony Pictures Worldwide Acquisitions va adquirir els drets de distribució de la pel·lícula per al mercat nord-americà i va encarregar a Mike Shinoda de Linkin Park i Joseph Trapanese crea una partitura nova. La pel·lícula es va estrenar al Festival Internacional de Cinema de Toronto de 2011 amb la partitura original de la versió indonèsia composta per Aria Prayogi i Fajar Yuskemal, que també va compondre la pel·lícula anterior d'Evans Merantau. The Raid va fer el seu debut als EUA amb la versió de Trapanese i Shinoda a Sundance 2012.
Shinoda va afirmar que la seva puntuació va ser de més de 50 minuts i gairebé tot instrumental. Després de la producció cinematogràfica, va tenir lloc per a dues cançons més, però no volia cantar ni rap, així que va publicar fotos de dos artistes musicals.El cap de Deftones/††† Chino Moreno va interpretar "RAZORS.OUT", que es va filtrar en línia el 16 de març de 2012, mentre que el grup de rap Get Busy Committee va interpretar "SUICIDE MUSIC" per la pel·lícula.

## Estrena
La pel·lícula es va comercialitzar internacionalment a través de Celluloid Nightmares, una associació entre XYZ Films dels Estats Units i la francesa Celluloid Dreams.
Sony Pictures Worldwide Acquisitions va adquirir els drets de distribució de la pel·lícula per als Estats Units, Amèrica Llatina i Espanya,va revisar la banda sonora i va canviar el títol a The Raid: Redemption per a l'estrena als Estats Units. Els drets de distribució a altres països es van vendre a Kadokawa Pictures per al Japó, Koch Media per a Alemanya, Alliance Films per al Canadà, Momentum Pictures per al Regne Unit, Madman Entertainment per a Austràlia, SND HGC per a la Xina i Calinos Films per a Turquia. També es van fer acords amb distribuïdors de Rússia, Escandinàvia, Benelux, Islàndia, Itàlia, Corea del Sud i l'Índia, durant la projecció de la pel·lícula al TIFF.

## Recepció

### Taquilla
A Indonèsia, la pel·lícula va vendre 1.844.817 entrades a taquilla el 2012.
A l'estranger, en el seu debut amb Sony Pictures Classics als Estats Units del 23 al 25 de març de 2012, The Raid: Redemption va recaptar 220.937 dòlars en 24 cinemes per una mitjana de lloguer de 15.781 dòlars. Per al seu cap de setmana d'estrena més ampli als Estats Units i Canadà el 13–15 d'abril de 2012, la pel·lícula va recaptar 961.454 dòlars en 881 sales de cinema i va ocupar l'11è lloc general. Al Regne Unit, la pel·lícula va recaptar 660.910 dòlars el cap de setmana d'estrena. A Indonèsia, aproximadament 250.000 persones van veure la pel·lícula durant els primers quatre dies d'estrena, i es va considerar una gran participació per a un país que només té unes 660 pantalles de cinema a tot el país. El 8 de juliol de 2012, la pel·lícula va recaptar 4.105.123 dòlars a Amèrica del Nord. La pel·lícula va recaptar aproximadament 9,3 milions de dòlars a l'estranger fora d'Indonèsia.

### Mitjans domèstics
Als Estats Units, la pel·lícula va recaptar 10,1 milions de dòlars en DVD i Blu-ray, l’abril de 2022.
Al Regne Unit, va ser la cinquena pel·lícula en llengua estrangera més venuda del 2012 en formats físics de vídeo domèstic.Més tard va ser la pel·lícula en llengua estrangera més venuda del Regne Unit del 2013 en vídeo domèstic.

### Resposta crítica
A Rotten Tomatoes, la pel·lícula té una puntuació d'aprovació del 87% basada en les crítiques de 172 crítics, amb una puntuació mitjana de 7,50/10. El consens del lloc web diu: "Sense floritures i emocions, The Raid: Redemption és una pel·lícula d'acció inventiva amb un ritme i una edició d'experts per al màxim entreteniment." A Metacritic, tla pel·lícula té una mitjana ponderada de 73 sobre 100 basat en les ressenyes de 31 crítics, la qual cosa indica "crítiques generalment favorables".
Peter Bradshaw de The Guardian va donar a la pel·lícula un 5 sobre 5 i va dir: "Aquesta festa violenta, intensa i brillant d'Indonèsia fa avergonyir les pel·lícules d'acció occidental." Bilge Ebiri de Vulture.com va escriure: "Un cop comença l'acció, i comença molt ràpidament —The Raid és implacable, impressionant per la seva majestuositat propulsora, però també s'enfronta amb moments de poesia desolada enmig de la carnisseria." Robert Koehler de Variety va elogiar el director i va escriure: "Portant el gènere a un nivell més alt d'intensitat, el gal·lès Evans continua el que va començar a l'anterior acció d'Indonèsia "Merantau", però aquesta pel·lícula segellarà el seu estat de culte." Michael Phillips del Chicago Tribune va escriure: "The Raid" és maníaca en el seu ritme i tàctiques d'assalt. També està, absurdament, qualificat de R. Fantàstic. M'encanta que una pel·lícula tan sagnant hagi obtingut la mateixa qualificació de la Motion Picture Association of America que "The King's Speech".
Owen Gleiberman de Entertainment Weekly la va anomenar "punys de fúria barrejats amb pornografia de tortura", assenyalant la varietat de seqüències d'acció sagnants però criticant la narrativa incoherent. Li va donar una nota B−.
Roger Ebert del Chicago Sun-Times va donar a la pel·lícula una estrella de quatre; va criticar la manca de profunditat del personatge i va assenyalar que "el director gal·lès, Gareth Evans, sap que hi ha un públic fanboy per a la seva fórmula, en què els efectes especials amplien el caos en una carnisseria sense sentit." Ebert va ser criticat per la seva valoració, i més tard va publicar una defensa de la seva ressenya.

## Reconeixements
La pel·lícula va rebre nombrosos premis i nominacions tant d'institucions locals com internacionals. Als Premis Maya 2012, que els mitjans locals han batejat com la versió indonèsia dels Globus d'Or, la pel·lícula va rebre 10 nominacions. The Raid no va rebre cap nominació al Premis Citra 2012 (l'equivalent indonesi als Premis Oscar);
| Premi                                                | Data                   | Categoria                                             | Receptors                     | Resultat  | Ref.   |
| ---------------------------------------------------- | ---------------------- | ----------------------------------------------------- | ----------------------------- | --------- | ------ |
| Festival Internacional de Cinema de Toronto          | 8 de setembre de 2011  | Midnight Madness – Premi del Públic                   | The Raid                      | Guanyador | [ 50 ] |
| Festival Internacional de Cinema de Dublín           | 28 de febrer de 2012   | Millor pel·lícula                                     | The Raid                      | Guanyador |        |
| Festival Internacional de Cinema de Dublín           | 28 de febrer de 2012   | Premi del Públic                                      | The Raid                      | Guanyador |        |
| SXSW Film Festival                                   | 17 de març de 2012     | Festival Favorits – Premi del Públic                  | The Raid                      | Nominat   |        |
| Festival Mauvais Genre                               | 9 d’abril 2012         | Prix du Public                                        | The Raid                      | Guanyador | [ 51 ] |
| Imagine Film Festival                                | 30 d’abril 2012        | Premi Silver Scream                                   | The Raid                      | Guanyador | [ 52 ] |
| Premis Maya                                          | 15 de desembre de 2012 | Millor pel·lícula                                     | The Raid                      | Nominat   | [ 49 ] |
| Premis Maya                                          | 15 de desembre de 2012 | Millor director                                       | Gareth Evans                  | Nominat   | [ 49 ] |
| Premis Maya                                          | 15 de desembre de 2012 | Millor actor secundari                                | Ray Sahetapy                  | Nominat   | [ 49 ] |
| Premis Maya                                          | 15 de desembre de 2012 | Millor fotografia                                     | Matt Flannery                 | Nominat   | [ 49 ] |
| Premis Maya                                          | 15 de desembre de 2012 | Millor muntatge                                       | Gareth Evans                  | Guanyador | [ 49 ] |
| Premis Maya                                          | 15 de desembre de 2012 | Millors efectes especials                             | Andi Novianto                 | Nominat   | [ 49 ] |
| Premis Maya                                          | 15 de desembre de 2012 | Millor director artístic                              | Timothy D. Setianto           | Nominat   | [ 49 ] |
| Premis Maya                                          | 15 de desembre de 2012 | Millor maquillatge & perruqueria                      | Jerry Oktavianus              | Nominat   | [ 49 ] |
| Premis Maya                                          | 15 de desembre de 2012 | Millor disseny de so                                  | Aria Prayogi i Fajar Yuskemal | Nominat   | [ 49 ] |
| Premis Maya                                          | 15 de desembre de 2012 | Millor disseny de cartell promocional                 | The Raid                      | Nominat   | [ 49 ] |
| Associació de Periodistes de Cinema d'Indiana        | 17 de desembre de 2012 | Millor pel·lícula en llengua estrangera               | The Raid                      | Guanyador | [ 53 ] |
| IGN Awards                                           | 21 December 2012       | Millor pel·lícula d'acció                             | The Raid                      | Nominat   | [ 54 ] |
| Associació de Crítics de Cinema de Carolina del Nord | 15 de gener de 2013    | Millor pel·lícula en llengua estrangera               | The Raid                      | Nominat   | [ 55 ] |
| Premis NAACP Image                                   | 1 de febrer de 2013    | Millor pel·lícula internacional                       | The Raid                      | Nominat   |        |
| Associació Australiana de Crítics de Cinema          | 23 de febrer de 2013   | Millor pel·lícula internacional en llengua estrangera | The Raid                      | Nominat   | [ 56 ] |
| Premis Empire                                        | 24 de març de 2013     | Millor thriller                                       | The Raid                      | Nominat   |        |
| Premis de Cinema Indonesi                            | 27 de maig de 2013     | Millor actor secundari                                | Yayan Ruhian                  | Guanyador | [ 57 ] |
| Premis de Cinema Indonesi                            | 27 de maig de 2013     | Millor actor secundari                                | Ray Sahetapy                  | Nominat   | [ 57 ] |
| Premis de Cinema Indonesi                            | 27 de maig de 2013     | Millor química                                        | Iko Uwais i Donny Alamsyah    | Nominat   | [ 57 ] |
| Premis de Cinema Indonesi                            | 27 de maig de 2013     | Pel·lícula favorita                                   | The Raid                      | Nominat   | [ 57 ] |

## Seqüela i remake

### Seqüela
Mentre desenvolupava The Raid en forma de guió, Evans va començar a jugar amb la idea de crear un vincle entre aquest i el seu projecte inicial, Berandal. Més tard es va confirmar que Berandal serviria com a seqüela de The Raid. Evans també ha manifestat la seva intenció de fer una trilogia. Sony va comprar prèviament els drets dels Estats Units, d'Amèrica Llatina i d'Espanya de la seqüela. Alliance/Momentum va comprar els drets al Regne Unit i al Canadà; Koch Media va adquirir la pel·lícula per als territoris de parla alemanya; Korea Screen va adquirir els drets de Corea; i HGC va adquirir els drets de la Xina. També s'estaven negociant acords per a altres territoris importants. Subtitulada Berandal per al mercat indonesi i simplement The Raid 2 per als EUA i el mercat angloparlant, la seqüela tenia un pressupost "significativament més gran" que la seva predecessora, i el seu el rodatge va incloure aproximadament 100 dies de rodatge. La preproducció va començar el setembre de 2012 mentre que el rodatge va començar el gener de 2013.
A l'estrena de The Raid 2 el 2015, Evans va dir que tenia idees per a The Raid 3, però que encara no s'havia escrit res i que no era probable que una tercera pel·lícula passés abans del 2018 o 2019. En una entrevista del 21 de novembre de 2016 a Impact Online, el director Evans va revelar que la seqüela estava en suspens i que probablement la franquícia havia acabat, afirmant que "Tornar al Regne Unit va semblar un capítol de tancament d'aquesta franquícia. —Hem acabat la història molt bé (em sembla) a la part 2. Sóc conscient que hi ha un interès [...] Així que mai digueu mai, però és poc probable que passi aviat." El setembre de 2018, Evans va tornar a declarar que sentia que la història estava completa i que una tercera pel·lícula era molt poc probable.

### Remake estatunidenc
Uns mesos després que Sony adquirís els drets de distribució nord-americans de la pel·lícula, The Hollywood Reporter va anunciar que la seva filial, Screen Gems, hhavia iniciat negociacions per produir un remake de Hollywood. L'acord es va completar el novembre de 2011, amb l'escriptor i director Gareth Huw Evans per servir com a productor executiu del remake. XYZ Films, productors executius de la versió original indonèsia, seran productors de la versió americana. Screen Gems també vol els mateixos coreògrafs de The Raid  involucrats amb el remake. El 21 de febrer de 2014, l'estudi va escollir Patrick Hughes per dirigir el remake. Un dia després, els informes deien que tant Chris com Liam Hemsworth estaven buscant papers per part de l'estudi. El 27 de maig de 2014, Variety va informar que la producció de la pel·lícula es va endarrerir fins a principis de 2015. El 13 de juny de 2014, Frank Grillo va ser el primer a ser anunciat per protagonitzar el remake, i és un fan de l'original. El 16 de juny de 2014, Geek Tyrant va revelar que el remake es desenvoluparà en un futur proper. El 4 d'agost de 2014, TheWrap va informar que Taylor Kitsch havia estat escollit per al paper principal, i també que XYZ Films tornarà per produir el remake, que és s'espera que s'apropi a la pel·lícula original. El 22 d'agost de 2014, Hughes va revelar que descriu la seva versió com en la línia de Black Hawk abatut i Zero Dark Thirty amb 12 papers integrals. Segons Tracking Board , el 23 d'octubre de 2015, tant Screen Gems com Kitsch havien abandonat el projecte i Hughes també va abandonar com a director. Al febrer de 2017, XYZ Films va revelar que Joe Carnahan produirà i dirigirà el remake amb Evans com a productor. El 10 de gener de 2022, Deadline va informar que el remake s'estrenarà a Netflix dirigida per Patrick Hughes al costat de Michael Bay com a productor i d'Evans com a productor executiu.

## Còmics i animació
El 21 de maig de 2012 es va publicar a Indonèsia Una novel·la gràfica basada en The Raid.
Un curt stop-motion que representa la trama de The Raid com a gats de plastilina, fet per Lee Hardcastle publicat l'11 de maig de 2012, es va incloure al disc de característiques especials.Un tràiler d'inici d’animació flash de paròdia que representa The Raid com un anime dels anys 90, fet per Philip Askins publicat el 19 de maig de 2012 , també es va incloure a les funcions especials.
El 22 de juny de 2016, The Hollywood Reporter va anunciar que Titan Comics s'havia unit a Gareth Evans i XYZ Films per a un còmic spin-off que inclou "històries originals amb personatges de la sèrie de pel·lícules The Raid" amb una data de llançament prevista per a finals de 2016.